# Мерлин (роман)

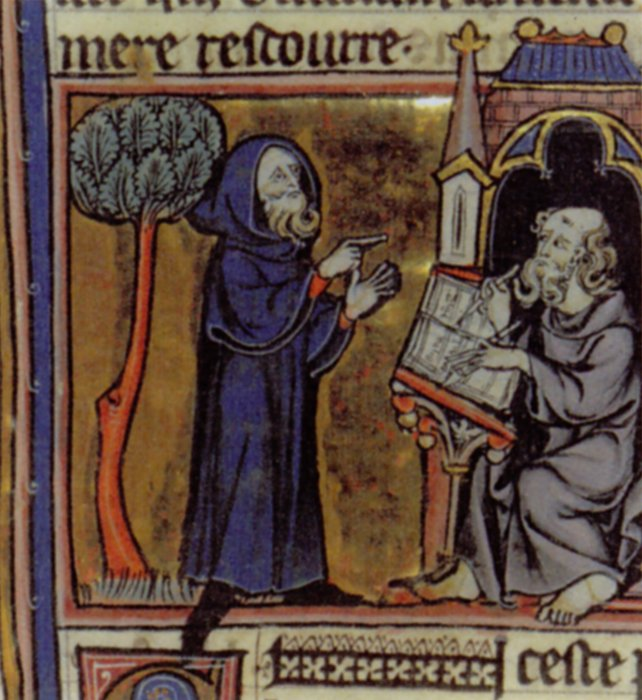
иллюстрация к роману (миниатюра из рукописи конца XIII века)

«Ме́рлин» (фр. Merlin) — рыцарский роман Робера де Борона.
От романа сохранилась лишь небольшая часть, и поэтому содержание восстанавливается по многочисленным прозаическим пересказам.
В романе рассказывается о рождении чудесного ребёнка, которого силы зла хотят сделать своим орудием. Однако вмешательство божьей благодати (через посредство некоего святого человека Блеза) делает из ребёнка доброго христианина. Юный Мерлин сохраняет дар провидения будущего и способность творить чудеса, но направляет эти свои возможности на благие дела. Он становится верным помощником и советчиком Утера Пендрагона, сооружает для него чудесный Круглый стол и способствует возвышению Артура. Эта книга, соединяющая занимательность кельтской фантастики с религиозными идеями, была очень популярна, часто переписывалась (её прозаическая версия) и вызвала многочисленные продолжения — также в прозе.